# Liste der Nobelpreisträger für Literatur
Der Nobelpreis für Literatur wird seit 1901 jährlich vergeben und war 2024 mit 11 Millionen Kronen (etwa 986.000 Euro) dotiert. Für die Auswahl der Laureaten ist die Schwedische Akademie verantwortlich. Alfred Nobel verfügte als Stifter der fünf verschiedenen Nobelpreise in seinem Testament, dass der Preis an diejenige Person gehen solle, die „das Beste in idealistischer Richtung geschaffen“ habe. Die Auszeichnung wird jedes Jahr am 10. Dezember, dem Todestag Alfred Nobels, durch den schwedischen König vergeben.
Seit der ersten Verleihung haben insgesamt 121 Literaturschaffende den Nobelpreis erhalten (Stand: 2024). Darunter befinden sich 103 Männer (85,1 %) und 18 Frauen (14,9 %). Bisher wurde noch niemand mehrfach mit dem Literaturnobelpreis ausgezeichnet. Von 1901 bis 2024 wurde der Preis 113 Mal ungeteilt an eine Person vergeben. Viermal wurde der Preis zwischen zwei Personen aufgeteilt (1904, 1917, 1966 und 1974), nie jedoch zwischen drei Personen, obwohl dies laut Satzung möglich wäre. Sieben Mal wurde der Preis nicht verliehen – in den Weltkriegsjahren 1914 und 1918 sowie im Jahr 1935 und von 1940 bis 1943. Acht Mal wurde die Preisvergabe des Vorjahres nachgeholt (1916, 1920, 1926 bis 1928, 1937, 1950 und 2019). Zuletzt wurde im Jahr 2019 die Vergabe für 2018 nachgeholt, weil sich die Akademie nach Skandalen und Austritten gegen eine Preisvergabe entschieden hatte.

## Liste der Preisträger
Die nun folgende Liste enthält alle Träger des Nobelpreises für Literatur in chronologischer Reihenfolge mit der Begründung des Nobelkomitees. Eine alphabetische Übersicht bietet die Kategorie Nobelpreisträger für Literatur. Zur Verteilung des Preises nach Nationen der Ausgezeichneten siehe den Abschnitt Rangliste nach Ländern. Insgesamt wurden bisher 30 englischsprachige Personen mit dem Preis ausgezeichnet, gefolgt von Französisch (15 Preisträger) und Deutsch (14).
| 1900 • 1910 • 1920 • 1930 • 1940 • 1950 • 1960 • 1970 • 1980 • 1990 • 2000 • 2010 • 2020 |

## 1900er Jahre
| Jahr | Person                                    | Land                                                                             | Begründung für die Preisvergabe | Bild                  |
| ---- | ----------------------------------------- | -------------------------------------------------------------------------------- | --- | --------------------- |
| 1901 | Sully Prudhomme (1839–1907) Nominierungen | Frankreich                                                                       | „als Anerkennung seiner ausgezeichneten, auch noch in späteren Jahren an den Tag gelegten Verdienste als Schriftsteller und besonders seiner Dichtungen, die hohen Idealismus, künstlerische Vollendung und eine seltene Vereinigung von Herz und Geist bezeugen“ | Sully Prudhomme       |
| 1902 | Theodor Mommsen (1817–1903)               | Deutsches Reich (geb. in Garding, Herzogtum Schleswig, Dänemark)                 | „dem gegenwärtig größten lebenden Meister der historischen Darstellungskunst, mit besonderer Berücksichtigung seines monumentalen Werkes ‚Römische Geschichte‘“                                                                                                   | Theodor Mommsen       |
| 1903 | Bjørnstjerne Bjørnson (1832–1910)         | Norwegen                                                                         | „als ein Beweis der Anerkennung für seine edle, großartige und vielseitige Wirksamkeit als Dichter, die immer durch einmalige Frische der Eingebung und durch eine seltene Seelenreinheit ausgezeichnet war“                                                      | Bjørnstjerne Bjørnson |
| 1904 | Frédéric Mistral (1830–1914)              | Frankreich                                                                       | „mit Bezug auf die frische Ursprünglichkeit, das Geistreiche und Künstlerische in seiner Dichtung, die Natur und Volksleben seiner Heimat getreu widerspiegelt, sowie auf seine bedeutungsvolle Wirksamkeit als provenzalischer Philologe“                        | Frédéric Mistral      |
| 1904 | José Echegaray (1832–1916)                | Spanien                                                                          | „mit Bezug auf seine umfassende und geistreiche Verfasserschaft, die auf selbständige und originelle Weise die großen Traditionen des spanischen Schauspiels wiederbelebt hat“                                                                                    | José Echgaray         |
| 1905 | Henryk Sienkiewicz (1846–1916)            | „Polen“ (damals historische Landschaft, als „Weichselland“ Provinz von Russland) | „auf Grund seiner großartigen Verdienste als epischer Schriftsteller“ | Henryk Sienkienwicz   |
| 1906 | Giosuè Carducci (1835–1907)               | Königreich Italien (geb. in Valdicastello, Großherzogtum Toskana, heute Italien) | „nicht nur in Anerkennung seiner reichen Gelehrsamkeit und seiner kritischen Forschungen, sondern vor allem als eine Huldigung für die plastische Energie, die Frische des Stils und die lyrische Kraft, die seine poetischen Meisterwerke auszeichnen“           | Giosuè Carducci       |
| 1907 | Rudyard Kipling (1865–1936)               | Vereinigtes Königreich (geb. in Bombay, Britisch-Indien)                         | „in Anerkennung der Beobachtungsgabe, der ursprünglichen Einbildungskraft sowie der männlichen Stärke in Auffassung und Schilderungskunst, die die Schöpfungen dieses weltberühmten Schriftstellers auszeichnen“                                                  | Rudyard Kipling       |
| 1908 | Rudolf Eucken (1846–1926)                 | Deutsches Reich (geb. in Aurich, Königreich Hannover, Deutscher Bund)            | „auf Grund des ernsten Suchens nach Wahrheit, der durchdringenden Gedankenkraft und des Weitblicks, der Wärme und Kraft der Darstellung, womit er in zahlreichen Arbeiten eine ideale Weltanschauung vertreten und entwickelt hat“                                | Rudolf Eucken         |
| 1909 | Selma Lagerlöf (1858–1940)                | Schweden                                                                         | „auf Grund des edlen Idealismus, des Phantasiereichtums und der seelenvollen Darstellung, die ihre Dichtung prägen“ | Selma Lagerlöf        |

## 1910er Jahre
| Jahr | Person                                      | Land                                                                         | Begründung für die Preisvergabe | Bild                  |
| ---- | ------------------------------------------- | ---------------------------------------------------------------------------- | --- | --------------------- |
| 1910 | Paul Heyse (1830–1914)                      | Deutsches Reich (geb. in Berlin, Königreich Preußen, Deutscher Bund)         | „als Huldigungsbeweis für das vollendete und von idealer Auffassung geprägte Künstlertum, das er während einer langen und bedeutenden Wirksamkeit als Lyriker, Dramatiker, Romanschriftsteller und Dichter von weltberühmten Novellen an den Tag gelegt hat“                                                                                      | Paul Heyse            |
| 1911 | Maurice Maeterlinck (1862–1949)             | Belgien                                                                      | „auf Grund seiner vielseitigen literarischen Wirksamkeit, besonders seiner dramatischen Schöpfungen, die sich durch Phantasiereichtum auszeichnen und durch einen poetischen Idealismus, der, mitunter in der verschleierten Form des Märchenspiels, tiefe Eingebung offenbart und auf geheimnisvolle Weise Gefühl und Ahnung des Lesers anredet“ | Maurice Maeterlinck   |
| 1912 | Gerhart Hauptmann (1862–1946)               | Deutsches Reich (geb. in Ober Salzbrunn, Königreich Preußen, Deutscher Bund) | „vornehmlich für seine reiche, vielseitige, hervorragende Wirksamkeit auf dem Gebiete der dramatischen Dichtung“ | Gerhart Hauptmann     |
| 1913 | Rabindranath Tagore (1861–1941)             | Britisch-Indien                                                              | „auf Grund seiner tiefgründig einfühlsamen, frischen und wunderschönen Dichtung, mittels derer er mit vollendeter Kunstfertigkeit seine poetische Ausdrucksform in seinen wesenhaften englischen Worten der Literatur des Abendlandes hinzugefügt hat“                                                                                            | Rabindranath Tagore   |
| 1914 | nicht verliehen                             | nicht verliehen                                                              | nicht verliehen | nicht verliehen       |
| 1915 | Romain Rolland (1866–1944) (verliehen 1916) | Frankreich                                                                   | „als eine Huldigung für den erhabenen Idealismus seiner Verfasserschaft sowie für das Mitgefühl und die Wahrheit, mit der er verschiedenste Menschentypen zeichnet“ | Romain Rolland        |
| 1916 | Verner von Heidenstam (1859–1940)           | Schweden                                                                     | „als eine Anerkennung seiner Bedeutung als Wortführer einer neuen Epoche in unserer schönen Literatur“ | Verner von Heidenstam |
| 1917 | Karl Gjellerup (1857–1919)                  | Dänemark                                                                     | „für seine vielseitige, reiche und von hohen Idealen getragene Dichtung“ | Karl Gjellerup        |
| 1917 | Henrik Pontoppidan (1857–1943)              | Dänemark                                                                     | „für seine gehaltvolle Darstellung des heutigen dänischen Lebens“ | Henrik Pontoppidan    |
| 1918 | nicht verliehen                             | nicht verliehen                                                              | nicht verliehen | nicht verliehen       |
| 1919 | Carl Spitteler (1845–1924) (verliehen 1920) | Schweiz                                                                      | „im besonderen Hinblick auf sein mächtiges Epos ‚Olympischer Frühling‘“ | Carl Spitteler        |

## 1920er Jahre
| Jahr | Person                                           | Land                                            | Begründung für die Preisvergabe | Bild                 |
| ---- | ------------------------------------------------ | ----------------------------------------------- | --- | -------------------- |
| 1920 | Knut Hamsun (1859–1952)                          | Norwegen                                        | „für sein monumentales Werk ‚Segen der Erde‘“ | Knut Hamsun          |
| 1921 | Anatole France (1844–1924)                       | Frankreich                                      | „als eine Anerkennung seiner glänzenden schriftstellerischen Tätigkeit, geprägt von edler Stilkunst, weitherziger Humanität, von Anmut und französischem Gemüt“                                                | Anatole France       |
| 1922 | Jacinto Benavente (1866–1954)                    | Spanien                                         | „für die glückliche Weise, in der er die ehrenvollen Traditionen des spanischen Dramas weitergeführt hat“ | Jacinto Benavente    |
| 1923 | William Butler Yeats (1865–1939)                 | Irischer Freistaat                              | „für seine ständig beseelte Dichtung, die in der strengsten künstlerischen Form dem Geiste eines Volkes Ausdruck verleiht“                                                                                     | William Butler Yeats |
| 1924 | Władysław Reymont (1867–1925)                    | Polen                                           | „für sein großes Nationalepos ‚Die Bauern‘“ | Władysław Reymont    |
| 1925 | George Bernard Shaw (1856–1950) (verliehen 1926) | Vereinigtes Königreich (geb. in Dublin, Irland) | „für seine sowohl von Idealismus als auch von Humanität getragene Verfasserschaft, deren frische Satire sich oft mit einer eigenartigen poetischen Schönheit vereint“                                          | George Bernard Shaw  |
| 1926 | Grazia Deledda (1871–1936) (verliehen 1927)      | Königreich Italien (geb. in Nuoro, Sardinien)   | „für ihre von hohem Idealismus getragene Verfasserschaft, die mit Anschaulichkeit und Klarheit das Leben ihrer väterlichen Herkunft schildert und allgemeinmenschliche Probleme mit Tiefe und Wärme behandelt“ | Grazia Deledda       |
| 1927 | Henri Bergson (1859–1941) (verliehen 1928)       | Frankreich                                      | „als Anerkennung für seine reichen und belebenden Ideen und die glänzende Kunst, womit sie vorgetragen werden“                                                                                                 | Henri Bergson        |
| 1928 | Sigrid Undset (1882–1949)                        | Norwegen (geb. in Kalundborg, Dänemark)         | „vornehmlich für ihre mächtigen Schilderungen aus dem mittelalterlichen Leben des (skandinavischen) Nordens“                                                                                                   | Sigrid Undset        |
| 1929 | Thomas Mann (1875–1955)                          | Deutsches Reich                                 | „vornehmlich für seinen großen Roman ‚Buddenbrooks‘, der im Laufe der Jahre eine immer mehr sich festigende Anerkennung als ein klassisches Werk der zeitgenössischen Literatur gewonnen hat“                  | Thomas Mann          |

## 1930er Jahre
| Jahr | Person                                      | Land                                                             | Begründung für die Preisvergabe | Bild                                                          |
| ---- | ------------------------------------------- | ---------------------------------------------------------------- | --- | ------------------------------------------------------------- |
| 1930 | Sinclair Lewis (1885–1951)                  | Vereinigte Staaten                                               | „für seine starke und lebendige Schilderungskunst, nebst dem Talent, mit Witz und Humor Typen zu schaffen“                                                              | Sinclair Lewis                                                |
| 1931 | Erik Axel Karlfeldt (1864–1931)             | Schweden                                                         | „Erik Axel Karlfeldts Dichtung“ | Anders Zorn - Erik Axel Karlfeldt i Zorngårdens matsal (1906) |
| 1932 | John Galsworthy (1867–1933)                 | Vereinigtes Königreich                                           | „für die vornehme Schilderungskunst, die in ‚The Forsyte Saga‘ ihren höchsten Ausdruck findet“                                                                          | John Galsworthy                                               |
| 1933 | Iwan Bunin (1870–1953)                      | Staatenlos, wohnhaft in Frankreich (geb. in Woronesch, Russland) | „für die strenge Künstlerschaft, womit er die klassische russische Linie in der Prosadichtung vertritt“                                                                 | Iwan Bunin                                                    |
| 1934 | Luigi Pirandello (1867–1936)                | Königreich Italien                                               | „für seine kühne und sinnreiche Neuschöpfung von Drama und Bühnenkunst“                                                                                                 | Luigi Pirandello 1934                                         |
| 1935 | nicht verliehen                             | nicht verliehen                                                  | nicht verliehen | nicht verliehen                                               |
| 1936 | Eugene O’Neill (1888–1953) (verliehen 1937) | Vereinigte Staaten                                               | „für seine von Kraft, Ehrlichkeit und starkem Gefühl sowie von selbständiger Auffassung des Tragischen geprägte dramatische Dichtung“                                   | Eugene O’Neill 1933                                           |
| 1937 | Roger Martin du Gard (1881–1958)            | Frankreich                                                       | „für die künstlerische Kraft und Wahrheit, womit er in der Romanserie ‚Les Thibault‘ menschliche Gegensätze und wesentliche Seiten des gegenwärtigen Lebens darstellte“ | Roger Martin du Gard 1937                                     |
| 1938 | Pearl S. Buck (1892–1973)                   | Vereinigte Staaten                                               | „für ihre reichen und echten epischen Schilderungen aus dem chinesischen Bauernleben und für ihre biographischen Meisterwerke“                                          | Pearl S. Buck                                                 |
| 1939 | Frans Eemil Sillanpää (1888–1964)           | Finnland (geb. in Kierikkala, Großfürstentum Finnland)           | „für die tiefe Auffassung und die erlesene Stilkunst, womit er das Bauernleben und die Natur seines Heimatlandes in ihrem gegenseitigen Zusammenhang schildert“         | Frans Eemil Sillanpää                                         |

## 1940er Jahre
| Jahr | Person                                               | Land                                                                     | Begründung für die Preisvergabe | Bild                         |
| ---- | ---------------------------------------------------- | ------------------------------------------------------------------------ | --- | ---------------------------- |
| 1940 | nicht verliehen                                      | nicht verliehen                                                          | nicht verliehen | nicht verliehen              |
| 1941 | nicht verliehen                                      | nicht verliehen                                                          | nicht verliehen | nicht verliehen              |
| 1942 | nicht verliehen                                      | nicht verliehen                                                          | nicht verliehen | nicht verliehen              |
| 1943 | nicht verliehen                                      | nicht verliehen                                                          | nicht verliehen | nicht verliehen              |
| 1944 | Johannes Vilhelm Jensen (1873–1950) (verliehen 1945) | Dänemark                                                                 | „für die seltene Kraft und Fruchtbarkeit seiner Dichterphantasie, verbunden mit umfassendem Intellekt und kühner schöpferischer Stilkunst“                                                                          | Johannes Vilhelm Jensen 1944 |
| 1945 | Gabriela Mistral (1889–1957)                         | Chile                                                                    | „für die von mächtigen Gefühlen inspirierte Lyrik, die ihren Dichternamen zu einem Symbol für die ideellen Bestrebungen der ganzen lateinamerikanischen Welt gemacht hat“                                           | Gabriela Mistral 1945        |
| 1946 | Hermann Hesse (1877–1962)                            | Schweiz (geb. in Calw, Württemberg, Deutsches Reich)                     | „für seine inspirierte Verfasserschaft, die in ihrer Entwicklung neben Kühnheit und Tiefe zugleich klassische Humanitätsideale und hohe Stilwerte vertritt“                                                         | Hermann Hesse 1927           |
| 1947 | André Gide (1869–1951)                               | Frankreich                                                               | „für seine weitumfassende und künstlerisch bedeutungsvolle Verfasserschaft, in welcher Fragen und Verhältnisse der Menschheit mit unerschrockener Wahrheitsliebe und psychologischem Scharfsinn dargestellt werden“ | André Gide                   |
| 1948 | T. S. Eliot (1888–1965)                              | Vereinigtes Königreich (geb. in St. Louis, Missouri, Vereinigte Staaten) | „für seine bemerkenswerte Leistung als Bahnbrecher in der heutigen Poesie“ | T. S. Eliot                  |
| 1949 | William Faulkner (1897–1962) (verliehen 1950)        | Vereinigte Staaten                                                       | „für seine kraftvolle und künstlerisch selbständige Leistung in Amerikas Romanliteratur“ | William Faulkner             |

## 1950er Jahre
| Jahr | Person                                         | Land                                               | Begründung für die Preisvergabe | Bild                  |
| ---- | ---------------------------------------------- | -------------------------------------------------- | --- | --------------------- |
| 1950 | Bertrand Russell (1872–1970)                   | Vereinigtes Königreich                             | „als eine Anerkennung für seine vielseitige und bedeutungsvolle Verfasserschaft, worin er als Vorkämpfer der Humanität und Gedankenfreiheit hervortritt“                                    | Bertrand Russell      |
| 1951 | Pär Lagerkvist (1891–1974)                     | Schweden                                           | „für die künstlerische Kraft und tiefe Selbständigkeit, womit er in seiner Dichtung die Antwort auf die ewigen Fragen des Menschen sucht“                                                   | Pär Lagerkvist        |
| 1952 | François Mauriac (1885–1970)                   | Frankreich                                         | „für die durchdringende Seelenkenntnis und künstlerische Kraft, womit er in der Form des Romans das Drama des menschlichen Lebens deutet“                                                   | François Mauriac 1952 |
| 1953 | Winston Churchill (1874–1965)                  | Vereinigtes Königreich                             | „für seine Meisterschaft in der historischen und biographischen Darstellung sowie für die glänzende Redekunst, mit welcher er als Verteidiger von höchsten menschlichen Werten hervortritt“ | Winston Curchill      |
| 1954 | Ernest Hemingway (1899–1961)                   | Vereinigte Staaten                                 | „für seine kraftvolle und innerhalb der heutigen Erzählkunst stilbildende Meisterschaft, jüngst an den Tag gelegt in ‚The Old Man and the Sea‘“, dt. Der alte Mann und das Meer             | Ernest Hemingway      |
| 1955 | Halldór Laxness (1902–1998)                    | Island                                             | „für seine anschauliche Epik, die die große isländische Erzählkunst erneuert“ | Halldór Laxness       |
| 1956 | Juan Ramón Jiménez (1881–1958)                 | Spanien                                            | „für seine lyrische Dichtung, die in spanischer Sprache ein Vorbild von hoher Geistigkeit und künstlerischer Reinheit bildet“                                                               | Juan Ramón Jiménez    |
| 1957 | Albert Camus (1913–1960)                       | Frankreich (geb. in Mondovi, Französisch-Algerien) | „für seine bedeutungsvolle Verfasserschaft, die mit scharfsichtigem Ernst menschliche Gewissensprobleme in unserer Zeit beleuchtet“                                                         | Albert Camus          |
| 1958 | Boris Pasternak (1890–1960) (nicht angenommen) | Sowjetunion                                        | „für seine bedeutende Leistung sowohl in der zeitgenössischen Lyrik als auch auf dem Gebiet der großen russischen Erzähltradition“                                                          | Boris Pasternak       |
| 1959 | Salvatore Quasimodo (1901–1968)                | Italien                                            | „für seine lyrische Dichtung, die mit klassischem Feuer das tragische Lebensgefühl der Gegenwart ausdrückt“                                                                                 | Salvatore Quasimodo   |

## 1960er Jahre
| Jahr | Person                                          | Land                                                                        | Begründung für die Preisvergabe | Bild                   |
| ---- | ----------------------------------------------- | --------------------------------------------------------------------------- | --- | ---------------------- |
| 1960 | Saint-John Perse (1887–1975)                    | Frankreich (geb. auf Guadeloupe)                                            | „für den hohen Flug und die bildschöpferischen Phantasien seiner Dichtung, die die Zeitlage visionär widerspiegelt“                                                                              | Saint-John Perse       |
| 1961 | Ivo Andrić (1892–1975)                          | Jugoslawien                                                                 | „für die epische Kraft, mit der er Motive und Schicksale aus der Geschichte seines Landes gestaltet“                                                                                             | Ivo Andrić             |
| 1962 | John Steinbeck (1902–1968)                      | Vereinigte Staaten                                                          | „für seine einmalige realistische und phantasievolle Erzählkunst, gekennzeichnet durch mitfühlenden Humor und sozialen Scharfsinn“                                                               | John Steinbeck         |
| 1963 | Giorgos Seferis (1900–1971)                     | Griechenland (geb. in Smyrna, Osmanisches Reich)                            | „für seine hervorragende lyrische Dichtung, inspiriert von tiefem Gefühl für die hellenische Kulturwelt“                                                                                         | Giorgos Seferis 1963   |
| 1964 | Jean-Paul Sartre (1905–1980) (nicht angenommen) | Frankreich                                                                  | „in Anerkennung seines schöpferischen schriftstellerischen Schaffens, dessen freiheitlicher Geist und dessen Suche nach Wahrheit einen weitreichenden Einfluss auf unser Zeitalter ausgeübt hat“ | Jean-Paul Sartre 1967  |
| 1965 | Michail Scholochow (1905–1984)                  | Sowjetunion                                                                 | „für seine künstlerische Kraft und Ehrlichkeit, womit er in seinem Don-Epos einen geschichtlichen Zeitabschnitt aus dem russischen Volksleben gestaltet hat“                                     | Michail Scholochow     |
| 1966 | Samuel Agnon (1887–1970)                        | Israel (geb. in Buczacz, Galizien, damals Österreich-Ungarn, heute Ukraine) | „für seine tiefgründige charakteristische Erzählkunst mit Motiven aus dem jüdischen Volk“ | Samuel Agnon           |
| 1966 | Nelly Sachs (1891–1970)                         | Schweden (geb. in Berlin, Deutsches Reich)                                  | „für ihre hervorragenden lyrischen und dramatischen Werke, die das Schicksal Israels mit ergreifender Deutlichkeit interpretieren“                                                               | Nelly Sachs 1910       |
| 1967 | Miguel Ángel Asturias (1899–1974)               | Guatemala                                                                   | „für seine in volkstümlicher Eigenart und indianischen Traditionen (Lateinamerikas) verwurzelte farbenreiche Dichtung“                                                                           | Miguel Ángel Asturias  |
| 1968 | Yasunari Kawabata (1899–1972)                   | Japan                                                                       | „für seine Erzählkunst, die mit feinem Gefühl japanisches Wesen und dessen Eigenart ausdrückt“                                                                                                   | Yasunari Kawabata 1951 |
| 1969 | Samuel Beckett (1906–1989)                      | Irland                                                                      | „für eine Dichtung, die in neuen Formen des Romans und des Dramas die künstlerische Aufrichtung des Menschen aus seiner Verlassenheit erreicht“                                                  | Samuel Beckett         |

## 1970er Jahre
| Jahr | Person                             | Land                                                | Begründung für die Preisvergabe | Bild                        |
| ---- | ---------------------------------- | --------------------------------------------------- | --- | --------------------------- |
| 1970 | Alexander Solschenizyn (1918–2008) | Sowjetunion                                         | „für die ethische Kraft, mit der er die unveräußerliche Tradition der russischen Literatur weitergeführt hat“ | Alexander Solschenizyn 1998 |
| 1971 | Pablo Neruda (1904–1973)           | Chile                                               | „für eine Poesie, die mit der Wirkung einer Naturkraft Schicksal und Träume eines Kontinents lebendig macht“ | Pablo Neruda                |
| 1972 | Heinrich Böll (1917–1985)          | BR Deutschland                                      | „für eine Dichtung, die durch ihre Verbindung von zeitgeschichtlichem Weitblick und liebevoller Gestaltungskraft erneuernd in der deutschen Literatur gewirkt hat“                                                                  | Heinrich Böll               |
| 1973 | Patrick White (1912–1990)          | Australien (geb. in London, Vereinigtes Königreich) | „für seine epische und psychologische Erzählkunst, durch die der Literatur ein neuer Erdteil zugeführt worden ist“ | Patrick White               |
| 1974 | Eyvind Johnson (1900–1976)         | Schweden                                            | „für seine Kunst des Erzählens, die, weit über Länder und Zeiten blickend, im Dienste der Freiheit steht“ | Eyvind Johnson              |
| 1974 | Harry Martinson (1904–1978)        | Schweden                                            | „für ein dichterisches Werk, das den Tautropfen einfängt und den Kosmos widerspiegelt“ | Harry Martinson             |
| 1975 | Eugenio Montale (1896–1981)        | Italien                                             | „für seine besonders geprägte Dichtung, welche mit großer künstlerischer Feinfühligkeit menschliche Werte als Ausdruck einer illusionsfreien Lebensanschauung deutet“                                                               | Eugenio Montale             |
| 1976 | Saul Bellow (1915–2005)            | Vereinigte Staaten (geb. in Montreal, Kanada)       | „für das menschliche Verständnis und die subtile Kulturanalyse, die in seinem Werk vereinigt sind“ | Saul Bellow                 |
| 1977 | Vicente Aleixandre (1898–1984)     | Spanien                                             | „für seine schöpferische Dichtung, die die Verhältnisse des Menschen im Kosmos und in der heutigen Gesellschaft beleuchtet und gleichzeitig die Erneuerung der traditionellen spanischen Poesie zwischen den Kriegen repräsentiert“ | Vicente Aleixandre          |
| 1978 | Isaac Bashevis Singer (1902–1991)  | Vereinigte Staaten (geb. in Leoncin, Polen)         | „für seine eindringliche Erzählkunst, die mit ihren Wurzeln in einer polnisch-jüdischen Kulturtradition universale Bedingungen des Menschen lebendig werden lässt“                                                                  |                             |
| 1979 | Odysseas Elytis (1911–1996)        | Griechenland                                        | „für seine Poesie, die, in der griechischen Tradition fußend, mit sinnlicher Kraft und intellektueller Klarsicht den Kampf eines modernen Menschen für die Freiheit gestaltet“                                                      | Odysseas Elytis             |

## 1980er Jahre
| Jahr | Person                             | Land                                                | Begründung für die Preisvergabe | Bild                   |
| ---- | ---------------------------------- | --------------------------------------------------- | --- | ---------------------- |
| 1980 | Czesław Miłosz (1911–2004)         | Polen und Vereinigte Staaten                        | „der mit kompromissloser Klarsicht der Stellung des Menschen in einer Welt von schweren Konflikten Ausdruck verleiht“                                                                                | Czesław Miłosz         |
| 1981 | Elias Canetti (1905–1994)          | Vereinigtes Königreich (geb. in Russe, Bulgarien)   | „für sein schriftstellerisches Werk, geprägt von Weitblick, Ideenreichtum und künstlerischer Kraft“                                                                                                  | Elias Canetti          |
| 1982 | Gabriel García Márquez (1927–2014) | Kolumbien                                           | „für seine Romane und Erzählungen, in denen sich das Phantastische und das Realistische in einer vielfacettierten Welt der Dichtung vereinen, die Leben und Konflikt eines Kontinents widerspiegeln“ | Gabriel García Márquez |
| 1983 | William Golding (1911–1993)        | Vereinigtes Königreich                              | „für seine Romane, die mit der Anschaulichkeit realistischer Erzählkunst und der vieldeutigen Allgemeingültigkeit des Mythos menschliche Bedingungen in der heutigen Welt beleuchten“                | William Golding        |
| 1984 | Jaroslav Seifert (1901–1986)       | Tschechoslowakei                                    | „für seine Dichtung, die mit frischer Sinnlichkeit und reicher Erfindungsgabe ein befreiendes Bild menschlicher Unbeugsamkeit und Vielfalt gibt“                                                     | Jaroslav Seifert       |
| 1985 | Claude Simon (1913–2005)           | Frankreich                                          | „der in seinen Romanen das Schaffen eines Dichters und Malers mit vertieftem Zeitbewußtsein in der Schilderung menschlicher Grundbedingungen vereint“                                                | Claude Simon           |
| 1986 | Wole Soyinka (* 1934)              | Nigeria                                             | „der in breiter kultureller Perspektive und mit poetischen Obertönen das Drama des menschlichen Seins gestaltete“                                                                                    | Wole Soyinka           |
| 1987 | Joseph Brodsky (1940–1996)         | Vereinigte Staaten (geb. in Leningrad, Sowjetunion) | „für ein literarisches Schaffen von umfassender Breite, geprägt von gedanklicher Schärfe und dichterischer Ausdrucksstärke“                                                                          | Joseph Brodsky         |
| 1988 | Nagib Mahfuz (1911–2006)           | Ägypten                                             | „Wegbereiter neuer (sozialkritischer) ägyptischer Erzählkunst zwischen Tradition und Moderne“ | Nagib Mahfuz           |
| 1989 | Camilo José Cela (1916–2002)       | Spanien                                             | „für seine reiche und eindringliche Prosakunst, die mit verhaltenem Mitgefühl eine herausfordernde Vision menschlichen Ausgesetztseins gestaltet“                                                    | Camilo José Cela       |

## 1990er Jahre
| Jahr | Person                         | Land                         | Begründung für die Preisvergabe | Bild               |
| ---- | ------------------------------ | ---------------------------- | --- | ------------------ |
| 1990 | Octavio Paz (1914–1998)        | Mexiko                       | „in Würdigung seiner leidenschaftlichen Dichtung mit weiten Horizonten, geprägt von sinnlicher Intelligenz und humanistischer Integrität“                                              | Octavio Paz        |
| 1991 | Nadine Gordimer (1923–2014)    | Südafrika                    | „für ihre epische Dichtung, die der Menschheit einen großen Nutzen erwiesen hat und durch die tiefen Einblicke in das historische Geschehen dazu beiträgt, dieses Geschehen zu formen“ | Nadine Gordimer    |
| 1992 | Derek Walcott (1930–2017)      | St. Lucia                    | „für eine Dichtung von großer Leuchtkraft, getragen von einer historischen Vision, die aus einer multikulturellen Verpflichtung emporgewachsen ist“                                    | Derek Walcott      |
| 1993 | Toni Morrison (1931–2019)      | Vereinigte Staaten           | „für ihre literarische Darstellung einer wichtigen Seite der US-amerikanischen Gesellschaft durch visionäre Kraft und poetische Prägnanz“                                              | Toni Morrison      |
| 1994 | Kenzaburō Ōe (1935–2023)       | Japan                        | „für seine Erschaffung einer Welt im Werk, in der sich Leben und Mythos zu einem erschütternden Bild des Menschen in der Gegenwart verdichten“                                         | Kenzaburō Ōe       |
| 1995 | Seamus Heaney (1939–2013)      | Irland                       | „in Würdigung der lyrischen Schönheit und ethischen Tiefe seines Gesamtwerks“ | Seamus Heaney      |
| 1996 | Wisława Szymborska (1923–2012) | Polen                        | „für ihr Werk, das ironisch-präzise den historischen und biologischen Zusammenhang in Fragmenten menschlicher Wirklichkeit hervortreten lässt“                                         | Wisława Szymborska |
| 1997 | Dario Fo (1926–2016)           | Italien                      | „der in Nachfolge der mittelalterlichen Gaukler die Macht geißelt und die Würde der Schwachen und Gedemütigten wiederaufrichtet“                                                       | Dario Fo           |
| 1998 | José Saramago (1922–2010)      | Portugal                     | „der mit Gleichnissen, getragen von Phantasie, Mitgefühl und Ironie, ständig aufs Neue eine entfliehende Wirklichkeit greifbar macht“                                                  | José Saramago      |
| 1999 | Günter Grass (1927–2015)       | Deutschland (geb. in Danzig) | „weil er in munterschwarzen Fabeln das vergessene Gesicht der Geschichte gezeichnet hat“                                                                                               | Günter Grass       |

## 2000er Jahre
| Jahr | Person                                | Land                                                            | Begründung für die Preisvergabe | Bild                         |
| ---- | ------------------------------------- | --------------------------------------------------------------- | --- | ---------------------------- |
| 2000 | Gao Xingjian (* 1940)                 | Frankreich (geb. in Ganzhou, China)                             | „für sein Werk von universaler Güte, bitterer Einsicht und sprachlichem Sinnreichtum“ | Gao Xingjian                 |
| 2001 | V. S. Naipaul (1932–2018)             | Vereinigtes Königreich (geb. auf Trinidad, Trinidad und Tobago) | „für seine Werke, die hellhöriges Erzählen und unbestechliches Beobachten vereinen, und uns zwingen, die Gegenwart verdrängter Geschichte zu sehen“                                                   | V. S. Naipaul                |
| 2002 | Imre Kertész (1929–2016)              | Ungarn                                                          | „für ein schriftstellerisches Werk, das die zerbrechliche Erfahrung des Einzelnen gegenüber der barbarischen Willkür der Geschichte behauptet“                                                        | Imre Kertész                 |
| 2003 | J. M. Coetzee (* 1940)                | Südafrika                                                       | „der in zahlreichen Verkleidungen die überrumpelnde Teilhabe des Außenseitertums darstellt“ | J. M. Coetzee                |
| 2004 | Elfriede Jelinek (* 1946)             | Österreich                                                      | „für den musikalischen Fluss von Stimmen und Gegenstimmen in Romanen und Dramen, die mit einzigartiger sprachlicher Leidenschaft die Absurdität und zwingende Macht der sozialen Klischees enthüllen“ | Elfriede Jelinek             |
| 2005 | Harold Pinter (1930–2008)             | Vereinigtes Königreich                                          | „der in seinen Dramen den Abgrund unter dem alltäglichen Geschwätz freilegt und in den geschlossenen Raum der Unterdrückung einbricht“                                                                | Harold Pinter                |
| 2006 | Orhan Pamuk (* 1952)                  | Türkei                                                          | „der auf der Suche nach der melancholischen Seele seiner Heimatstadt Istanbul neue Sinnbilder für Zusammenstoß und Verflechtung der Kulturen gefunden hat“                                            | Orhan Pamuk                  |
| 2007 | Doris Lessing (1919–2013)             | Vereinigtes Königreich (geb. in Kermānschāh, Persien)           | „der Epikerin weiblicher Erfahrung, die sich mit Skepsis, Leidenschaft und visionärer Kraft eine zersplitterte Zivilisation zur Prüfung vorgenommen hat“                                              | Doris Lessing                |
| 2008 | Jean-Marie Gustave Le Clézio (* 1940) | Frankreich / Mauritius                                          | „dem Verfasser des Aufbruchs, des poetischen Abenteuers und der sinnlichen Ekstase, dem Erforscher einer Menschlichkeit außerhalb und unterhalb der herrschenden Zivilisation“                        | Jean-Marie Gustave Le Clézio |
| 2009 | Herta Müller (* 1953)                 | Deutschland (geb. in Nitzkydorf, Banat, Rumänien)               | „die mittels Verdichtung der Poesie und Sachlichkeit der Prosa Landschaften der Heimatlosigkeit zeichnet“                                                                                             | Herta Müller                 |

## 2010er Jahre
| Jahr | Person                                   | Land                                                    | Begründung für die Preisvergabe | Bild                   |
| ---- | ---------------------------------------- | ------------------------------------------------------- | --- | ---------------------- |
| 2010 | Mario Vargas Llosa (1936–2025)           | Peru / Spanien                                          | „für seine Kartographie der Machtstrukturen und scharfkantigen Bilder individuellen Widerstands, des Aufruhrs und der Niederlage“                                    | Mario Vargas Llosa     |
| 2011 | Tomas Tranströmer (1931–2015)            | Schweden                                                | „weil er uns in komprimierten, erhellenden Bildern neue Wege zum Wirklichen weist“                                                                                   | Tomas Tranströmer      |
| 2012 | Mo Yan (* 1955)                          | Volksrepublik China                                     | „weil er mit halluzinatorischem Realismus Märchen, Geschichte und Gegenwart vereint“                                                                                 | Mo Yan                 |
| 2013 | Alice Munro (1931–2024)                  | Kanada                                                  | „der Virtuosin der zeitgenössischen Kurzgeschichte“ | Alice Munro            |
| 2014 | Patrick Modiano (* 1945)                 | Frankreich                                              | „für die Kunst der Erinnerung, mit der er die unbegreiflichsten menschlichen Schicksale wachgerufen und die Lebenswelt der Besatzungszeit durchschaubar gemacht hat“ | Patrick Modiano        |
| 2015 | Swetlana Alexijewitsch (* 1948)          | Belarus (geb. in Stanislaw, Sowjetunion, heute Ukraine) | „für ihr vielstimmiges Werk, das dem Leiden und Mut in unserer Zeit ein Denkmal setzt“                                                                               | Swetlana Alexijewitsch |
| 2016 | Bob Dylan (* 1941)                       | Vereinigte Staaten                                      | „für seine poetischen Neuschöpfungen in der großen amerikanischen Songtradition“                                                                                     | Bob Dylan              |
| 2017 | Kazuo Ishiguro (* 1954)                  | Vereinigtes Königreich (geb. in Nagasaki, Japan)        | „der in Romanen von starker emotionaler Wirkung den Abgrund in unserer vermeintlichen Verbundenheit mit der Welt aufgedeckt hat“                                     | Kazuo Ishiguro         |
| 2018 | Olga Tokarczuk (* 1962) (verliehen 2019) | Polen                                                   | „für eine erzählerische Vorstellungskraft, die mit enzyklopädischer Leidenschaft Grenzüberschreitungen als Lebensform darstellt“                                     | Olga Tokarczuk         |
| 2019 | Peter Handke (* 1942)                    | Österreich                                              | „für ein einflussreiches Werk, das mit sprachlichem Einfallsreichtum Randbereiche und die Spezifität menschlicher Erfahrungen ausgelotet hat“                        | Peter Handke           |

## 2020er Jahre
| Jahr | Person                     | Land                                                                | Begründung für die Preisvergabe | Bild              |
| ---- | -------------------------- | ------------------------------------------------------------------- | --- | ----------------- |
| 2020 | Louise Glück (1943–2023)   | Vereinigte Staaten                                                  | „für ihre unverkennbare poetische Stimme, die mit strenger Schönheit die individuelle Existenz universell macht“                                                              | Louise Glück      |
| 2021 | Abdulrazak Gurnah (* 1948) | Tansania / Vereinigtes Königreich (geboren im Protektorat Sansibar) | „für sein kompromissloses und mitfühlendes Durchdringen der Auswirkungen des Kolonialismus und des Schicksals des Flüchtlings in der Kluft zwischen Kulturen und Kontinenten“ | Abdulrazak Gurnah |
| 2022 | Annie Ernaux (* 1940)      | Frankreich                                                          | „für den Mut und die klinische Schärfe, mit der sie die Wurzeln, Entfremdungen und kollektiven Fesseln der persönlichen Erinnerung aufdeckt“                                  | Annie Ernaux      |
| 2023 | Jon Fosse (* 1959)         | Norwegen                                                            | „für seine innovativen Theaterstücke und Prosa, die dem Unsagbaren eine Stimme verleihen“                                                                                     | Jon Fosse         |
| 2024 | Han Kang (* 1970)          | Südkorea                                                            | „für ihre intensive poetische Prosa, die historische Traumata anspricht und die Zerbrechlichkeit menschlichen Lebens aufzeigt“                                                | Han Kang          |

| 1900 • 1910 • 1920 • 1930 • 1940 • 1950 • 1960 • 1970 • 1980 • 1990 • 2000 • 2010 • 2020 |

## Verteilung nach Ländern
Preisträger, die zum Zeitpunkt der Verleihung Staatsbürger zweier Länder waren, werden hier bei beiden Ländern halb gezählt.
| Nation                 | Anzahl der Verleihungen |
| ---------------------- | ----------------------- |
| Frankreich             | 15,5                    |
| Vereinigte Staaten     | 12,5                    |
| Vereinigtes Königreich | 11,5                    |
| Deutschland            | 08,0                    |
| Schweden               | 08,0                    |
| Italien                | 06,0                    |
| Spanien                | 05,5                    |
| Polen                  | 04,5                    |
| Irland                 | 04,0                    |
| Norwegen               | 04,0                    |
| Dänemark               | 03,0                    |
| Sowjetunion            | 03,0                    |
| Chile                  | 02,0                    |
| Griechenland           | 02,0                    |
| Japan                  | 02,0                    |
| Österreich             | 02,0                    |
| Schweiz                | 02,0                    |
| Südafrika              | 02,0                    |
| Ägypten                | 01,0                    |
| Australien             | 01,0                    |
| Belgien                | 01,0                    |
| Volksrepublik China    | 01,0                    |
| Finnland               | 01,0                    |
| Guatemala              | 01,0                    |
| Indien                 | 01,0                    |
| Island                 | 01,0                    |
| Israel                 | 01,0                    |
| Jugoslawien            | 01,0                    |
| Kanada                 | 01,0                    |
| Kolumbien              | 01,0                    |
| Mexiko                 | 01,0                    |
| Nigeria                | 01,0                    |
| Portugal               | 01,0                    |
| Südkorea               | 01,0                    |
| staatenlos             | 01,0                    |
| St. Lucia              | 01,0                    |
| Tansania               | 01,0                    |
| Tschechoslowakei       | 01,0                    |
| Türkei                 | 01,0                    |
| Ungarn                 | 01,0                    |
| Belarus                | 01,0                    |
| Mauritius              | 00,5                    |
| Peru                   | 00,5                    |